# 아나토티탄

아나토티탄(Anatotitan)은 약 6,600만년 전인 백악기 후기, 북아메리카에서 서식한 하드로사우루스(Hadrosauridae)과의 공룡이다. 학명은 '거대한 오리'라는 의미를 갖고 있다. 몸 전체 길이는 약 9~12m정도이고, 5~6톤 정도의 체중을 가진 초식공룡이었다. 현재 에드몬토사우루스의 한 종으로 재분류되어 학명에서 사라졌다.